# Biomas de Brasil

Mapa de la distribución de los biomas brasileños.

En la esquematización del IBGE (2004), Brasil tiene su territorio ocupado por seis biomas terrestres (o áreas biogeográficas) y un ecosistema marino.

## Terminología
El término "bioma" tiene varios significados. En un sentido restringido (eg, Whittaker, 1975; Coutinho, 2006), utilizado en la literatura internacional, se aplica para denominar áreas de pequeña escala, tipos de hábitat o ecosistema, definidos fisonómica y funcionalmente. A pesar de englobar tanto a las plantas como a los animales y microorganismos de una comunidad, en la práctica se define por el clima y la fisonomía o apariencia general de las plantas de la comunidad.
En sentido amplio, adoptado por Joly et al. (1978) e IBGE (2016), bioma puede ser entendido como sinónimo de "provincia biogeográfica" (p. ej., Rizzini, 1963; Eiten, 1977; Cabrera & Willink, 1980; se utiliza el término "provincia florística" o "fitogeográfica" al considerar únicamente especies vegetales), o incluso como sinónimo aproximado de "dominio morfoclimático y fitogeográfico" (Ab'Sáber, 1967, 2003).
En este sentido amplio, el Proyecto Radam (Veloso et al., 1973) utiliza el término "región fitoecológica", y el IBGE (2012) adopta el término "región florística". Sin embargo, el término "región" debe entenderse, en este caso, en el sentido general de "área". Los términos "región" y "provincia" tienen significados tradicionales específicos en fitogeografía: las regiones son áreas caracterizadas por familias endémicas y las provincias son áreas caracterizadas por géneros y especies endémicas.
En el caso de los "dominios" de Ab'Sáber (1967, 2003), el área delimitada se caracteriza por el predominio de ciertas características geomorfológicas y climáticas, y también por una determinada provincia florística predominante (tipo de vegetación). Sin embargo, no hay uniformidad: dentro de esta zona pueden darse enclaves de otras provincias, propios de otros dominios.

## Biomas terrestres

### Amazonas
|  | Amazonía (vista del Río Solimões). | Caballos labradeiros. Introducidos por los europeos en la región del lavrado (Roraima) en el siglo XVIII, se adaptaron volviéndose salvajes. |

La Amazonía ocupa una superficie de 4.196.943 km² y el 49,29% del territorio nacional está constituido principalmente por bosque tropical. La Amazonía ocupa la totalidad de los territorios de Acre, Amapá, Amazonas, Pará, Roraima y parte de los territorios de Maranhão (34%), Mato Grosso (54%), Rondônia (98,8%) y Tocantins (9%), en además de ocupar países como: Perú, Venezuela, Bolivia, Guyana, Ecuador, Surinam, Colombia y Guayana Francesa. La Amazonía está formada por diferentes ecosistemas como bosques densos de altura, bosques estacionales, bosques de igapó, campos inundados, planicies inundables, sabanas, refugios de montaña y formaciones pioneras.
La Selva Amazónica es la formación forestal más grande del planeta, condicionada por el clima ecuatorial húmedo. Equivale al 35% de las áreas forestales del planeta. Posee una gran variedad de fisonomías de vegetación, desde densos bosques hasta campos. Los bosques densos están representados por los bosques de tierra firme, los bosques de varzea, periódicamente inundados, y los bosques de igapó, permanentemente inundados, que se encuentran en la mayor parte de la Amazonía central. Los campos de Roraima se encuentran en suelos pobres en el extremo norte de la cuenca del Río Branco. Las campinaranas se desarrollan sobre , extendiéndose en parches a lo largo de la cuenca del Río Negro. También hay áreas de cerrado aisladas del ecosistema de Cerrado de la Meseta Central de Brasil. En las cimas de los cerros suelen aparecer áreas de campos rupestres, similares a la sabana. Clima lluvioso y subtropical.

### Cerrado

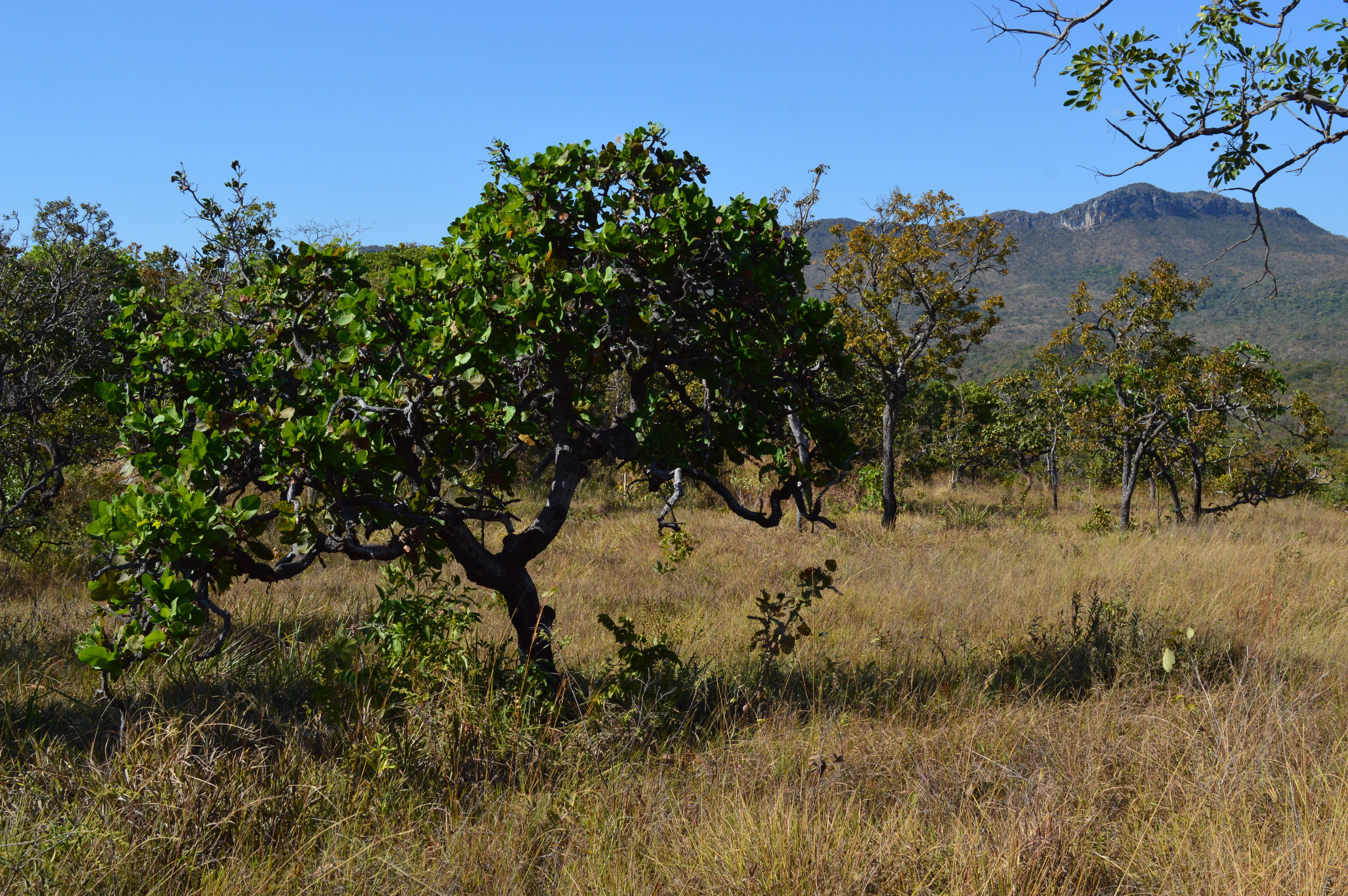
Cerrado

El Cerrado ocupa una superficie de 2.036.448 km², correspondiente al 23,92% del territorio y que está constituido principalmente por sabanas. El Cerrado ocupa la totalidad del Distrito Federal y parte del territorio de Bahía (27%), Goiás (10%), Maranhão (65%), Mato Grosso (39%), Mato Grosso do Sul (61%), Minas Gerais (57%), Paraná (2%), Piauí (37%), Rondônia (0,2%), São Paulo (32%) y Tocantins (91%). El Cerrado ocupa la región de la Meseta Central Brasileña, con grandes parches de esta fisonomía en la Amazonía y algunos más pequeños en la Caatinga y Mata atlántica. Su clima es particularmente notable, con dos estaciones bien definidas. El Cerrado presenta fisonomías variadas, que van desde campos limpios desprovistos de vegetación leñosa hasta el cerradão, una densa formación arbórea. Esta comarca está impregnada de bosques de ribera y caminos que acompañan los cursos de agua.

### Mata Atlántica

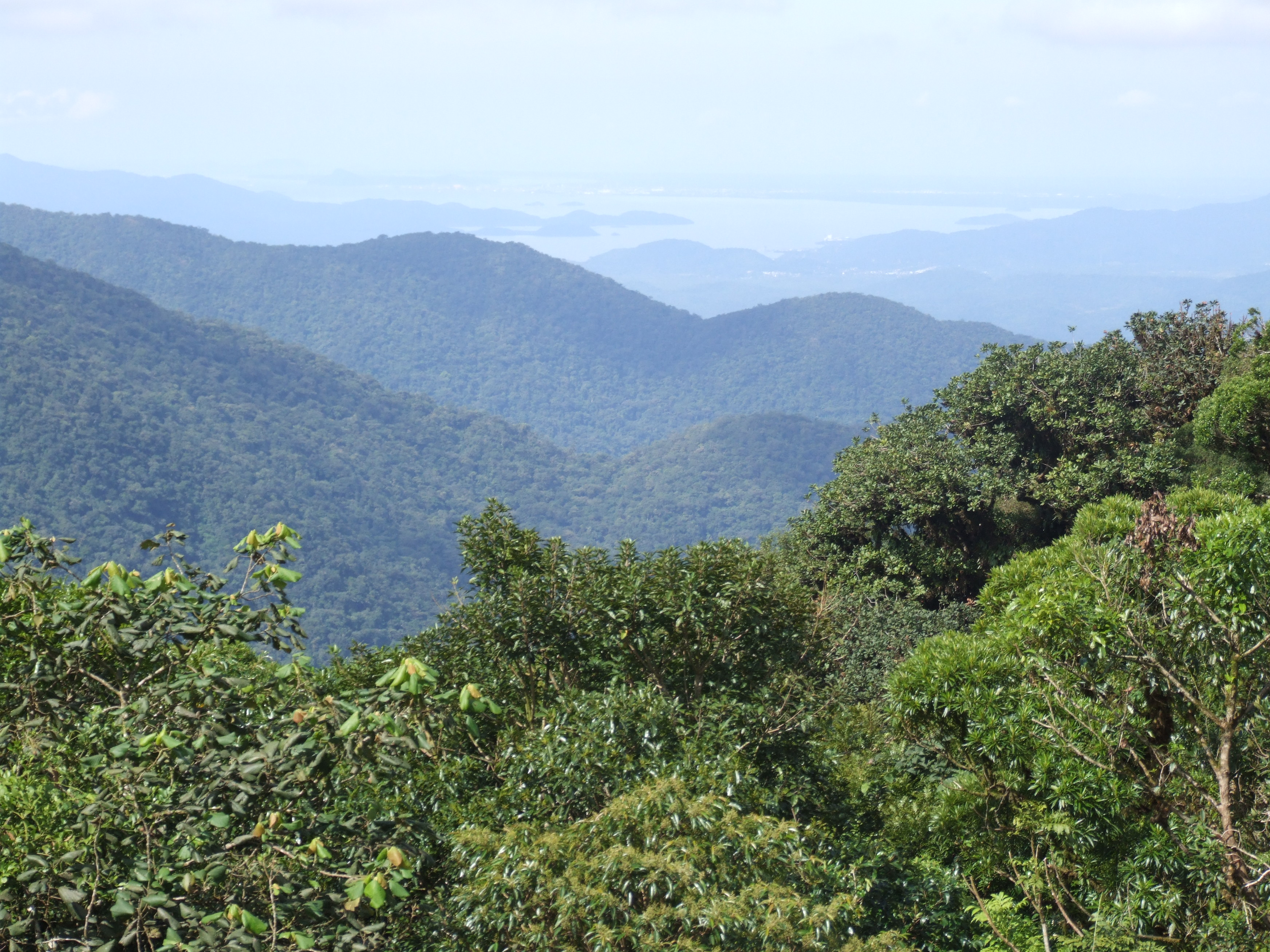
Mata Atlántica

La Mata atlántica ocupa una superficie de 1.086.289 km² y 13,04% del territorio nacional, constituido principalmente por bosque a lo largo de la costa costera que va desde Rio Grande do Norte hasta Rio Grande do Sul. La Mata atlántica ocupa la totalidad de los territorios de Espírito Santo, Río de Janeiro y Santa Catarina, y parte del territorio de los estados de Alagoas (52%), Bahía (19%), Goiás (3%), Mato Grosso do Sul (14 %), Minas Gerais (41 %), Paraíba (8 %), Paraná (98 %), Pernambuco (17 %), Rio Grande do Norte (5 %), Rio Grande do Sul (37 %), São Paulo (68 %) y Sergipe (51 %). La Mata atlántica está compuesta por una serie de ecosistemas con estructuras y composiciones florísticas muy diferentes, según las características climáticas de la región donde se encuentra, teniendo como elemento común la exposición a los vientos húmedos que soplan desde el océano. Los ecosistemas forestales que componen la Mata atlántica son la selva tropical (densa, mixta y abierta), el bosque estacional semicaducifolio y el bosque estacional caducifolio. También agrega los siguientes ecosistemas, manglares, bancos de arena y campos de altura.
La Mata atlántica, incluidos los bosques semicaducifolios estacionales, fue originalmente el bosque latitudinal más grande del planeta, con un rango de aproximadamente 6 a 32°S . La variabilidad climática a lo largo de su distribución es grande, desde climas templados superhúmedos en el extremo sur hasta tropicales húmedos y semiáridos en el noreste. El relieve accidentado de la zona costera añade aún más variabilidad a este ecosistema. En los valles, los árboles suelen desarrollarse mucho, formando un denso bosque. En las laderas este bosque es menos denso, debido a la frecuente caída de árboles. En las cimas de los cerros suelen aparecer zonas de campos rupestres.
En el extremo sur, la Mata atlántica se funde paulatinamente con la selva de Araucaria. El Bosque de Araucarias está incluido dentro del Bioma de la Mata Atlántica. En la Meseta Sur Brasileña, con altitudes superiores a los 500m, se destaca el área de dispersión del pino Paraná, Araucaria (angustifolia), que ha ocupado cerca del 2,6% del territorio nacional. En estos bosques coexisten representantes de la flora tropical y templada de Brasil, siendo dominada, sin embargo, por el pino de Paraná. Los bosques varían en densidad de árboles y altura de la vegetación y se pueden clasificar según los aspectos del suelo, como aluviales, a lo largo de ríos, submontañas, que ya no existen, y montañas, que dominaban el paisaje. La vegetación abierta de los campos herbosos y leñosos se da en suelos poco profundos. Debido a su alto valor económico, el Bosque de Araucaria viene sufriendo una fuerte presión por la deforestación .
El paisaje de la costa brasileña es muy diverso, compuesto por varias islas, arrecifes, costas rocosas, bahías, estuarios, pantanos y acantilados. Ubicados en varios puntos a lo largo de la costa brasileña, siendo más comunes donde el mar se encuentra con las aguas dulces de los ríos, los manglares son ecosistemas que ocurren en las zonas de marea, caracterizados por ser humedales con fondos fangosos y salobres. Entre los principales animales que se encuentran en el manglar se encuentran los cangrejos y las ostras.

### Caatinga

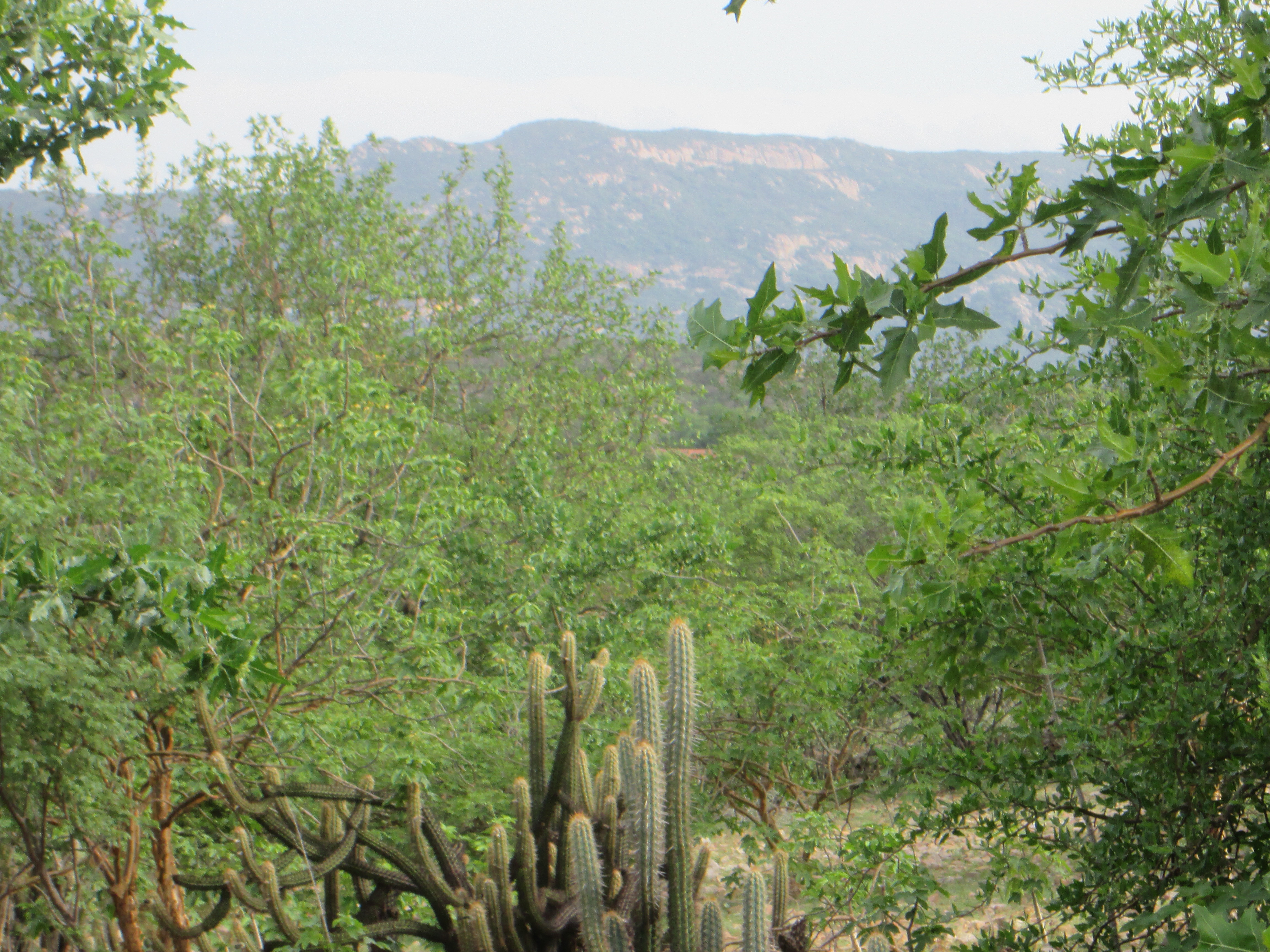
Caatinga

La Caatinga cubre el 9,92% del territorio nacional, ocupa una superficie de 844.453 km², y está constituida principalmente por sabana esteparia. Ocupa todo el estado de Ceará y parte del territorio de Alagoas (48%), Bahía (54%), Maranhão (1%), Minas Gerais (2%), Paraíba (92%), Pernambuco (83%), Piauí (63%), Rio Grande do Norte (95%) y Sergipe (49%). Está formada básicamente por plantas xerófilas, es decir, adaptadas a las condiciones del clima semiárido, que predomina en el interior nororiental. Las especies vegetales que habitan esta zona están formadas generalmente por árboles y arbustos espaciados, bajos y de ramas torcidas. La presencia de cactáceas es grande en la Caatinga, con énfasis en el mandacaru y el xique-xique, además de varias especies de bromelias como la caroá y la macambira, que también son elementos importantes del paisaje de la Caatinga.
Durante el período seco, la mayoría de las plantas de la Caatinga pierden sus hojas, lo que constituye una adaptación de las plantas a las condiciones climáticas, provocando que la planta reduzca la transpiración y, así, evite la pérdida del agua almacenada, acercando el paisaje a la imagen seca típica de la caatinga. Con el regreso de las lluvias, la caatinga cambia de aspecto, vuelve a brotar el follaje de las plantas y hasta aparecen flores. Al llegar al área de transición, entre la Caatinga y la Mata atlántica, en las áreas ubicadas más cerca de la costa, donde tiene lugar la transición entre el clima húmedo y el semiárido, en el área conocida como agreste, predomina una peculiar formación vegetal, donde se mezclan especies comunes en la Mata atlántica y la Caatinga. El área de transición entre la Caatinga y el Amazonas se conoce como Meio-Norte o Mata dos Cocais, que cubre porciones de los estados de Maranhão, Piauí y Tocantins. Posee suelos secos y su vegetación está formada por palmeras, como buriti, oiticica, babasú y carnaúba. Gran parte del Sertão nororiental presenta un alto riesgo de desertificación debido a la degradación de la cubierta vegetal y del suelo .

### Pampa

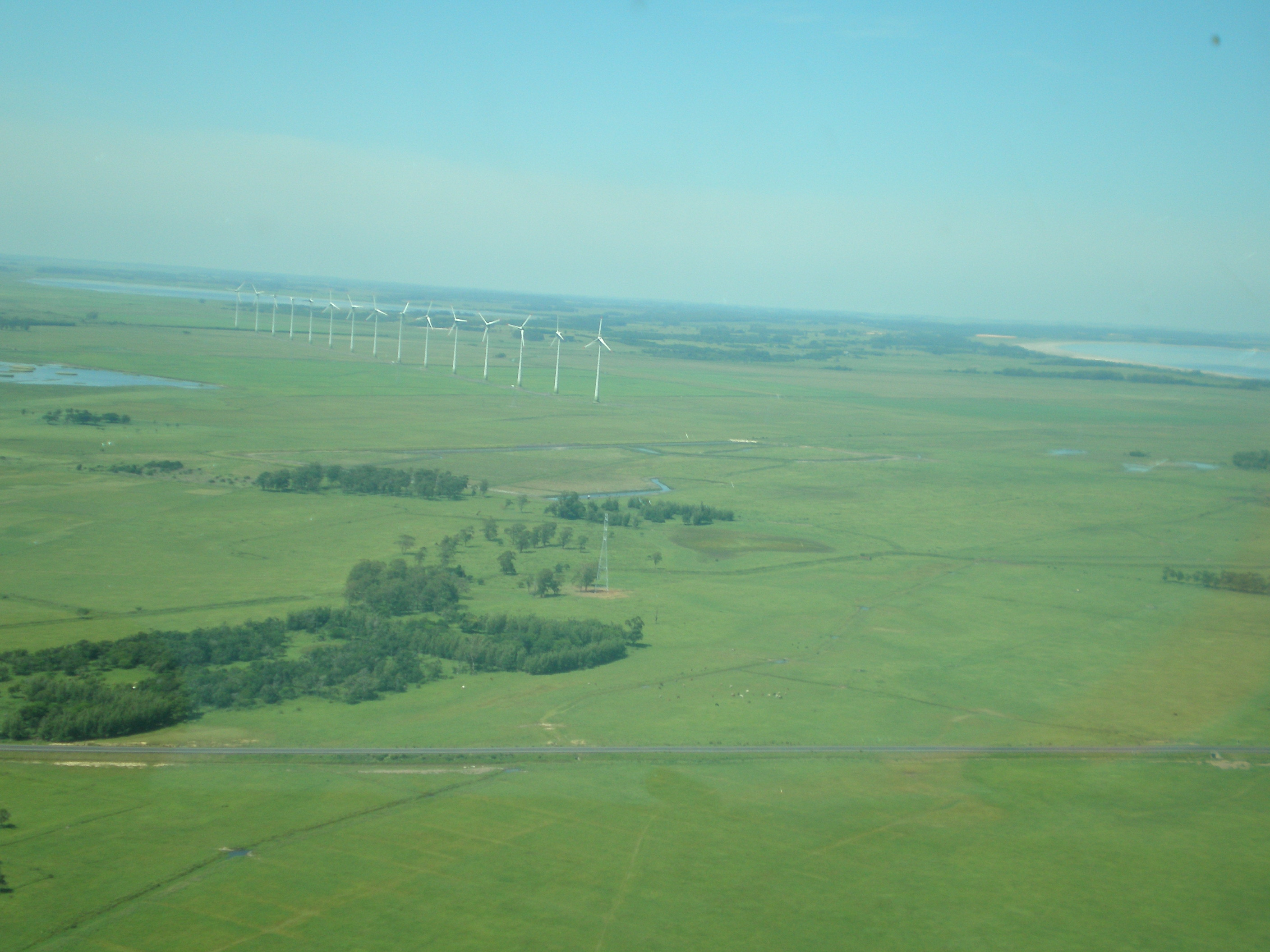
Pampa

La Pampa, también llamada Campos do Sul o Campos Sulinos, ocupa una superficie de 176.496 km², correspondiente al 2,07% del territorio nacional, y que se compone principalmente de vegetación rural. En Brasil, la Pampa solo está presente en el estado de Rio Grande do Sul, ocupando el 63% del territorio del estado. El Bioma se caracteriza por la gran riqueza de especies herbáceas y diversas tipologías de pastizales, componiendo en algunas regiones ambientes integrados con el bosque de araucarias. Las llanuras de los llanos y mesetas gauchescas y los cerros, de suave relieve ondulado, son colonizados por especies pioneras de pastizales que forman una vegetación abierta tipo sabana. También hay áreas de bosques estacionales y campos herbosos y leñosos.

### Pantanal

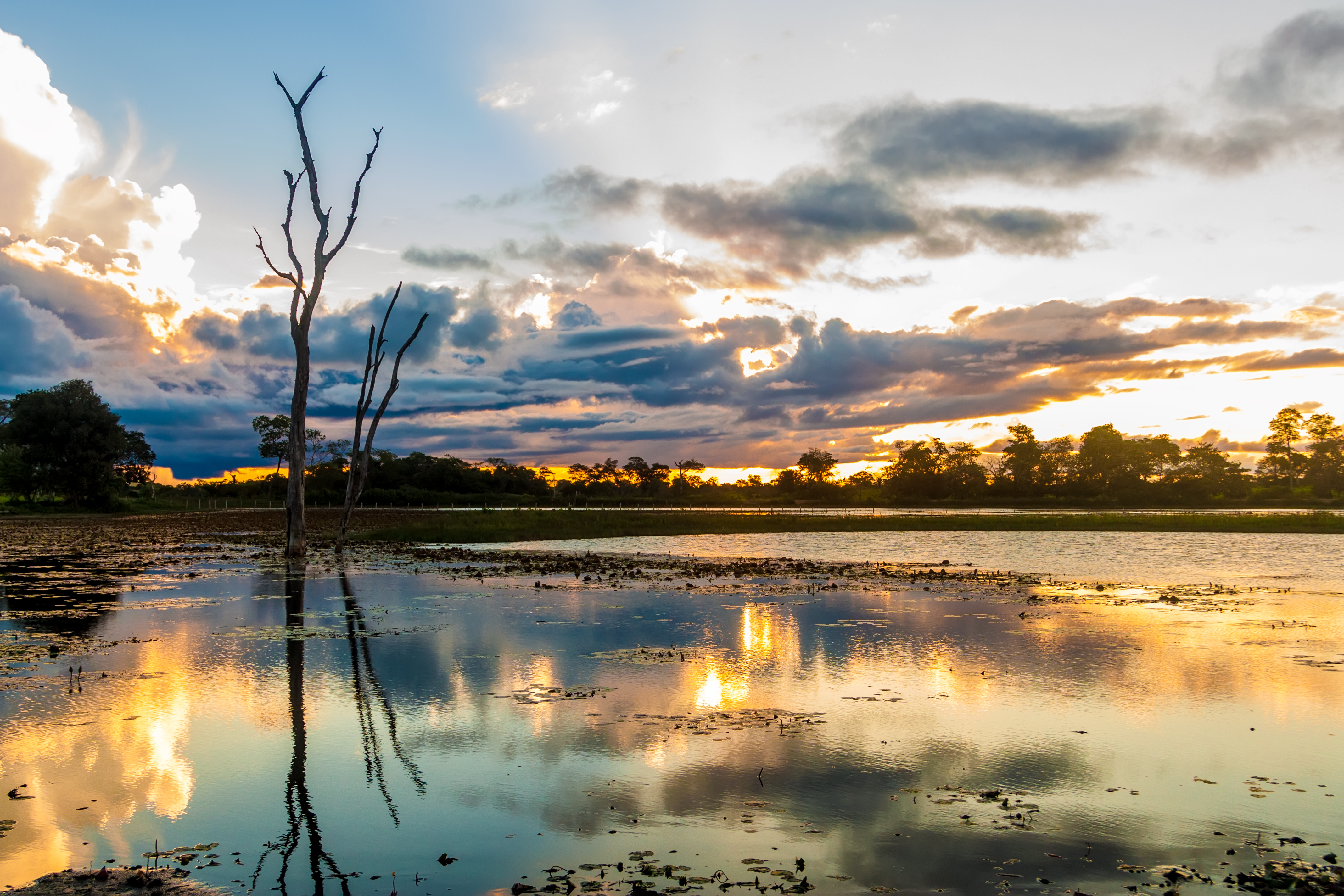
Pantanal

El Pantanal ocupa un área de 150.355 km² y el 1,76% del territorio nacional y está constituido principalmente por sabana esteparia inundada en su mayor parte. El Pantanal está presente en sólo dos estados brasileños, Mato Grosso y Mato Grosso do Sul, ocupando el 7% del territorio de Mato Grosso y el 25% del estado de Mato Grosso do Sul. La región es una llanura aluvial influenciada por ríos que drenan la cuenca del Alto Paraguay, donde se desarrolla una fauna y flora de rara belleza y abundancia. El Pantanal de Mato Grosso es la mayor llanura de inundación continua del planeta, cubierta por una vegetación predominantemente abierta. Este ecosistema está formado por terrenos mayoritariamente arenosos, cubiertos con fisonomías diferentes debido a la variedad de microrrelieves y regímenes de inundación. Como área de transición entre el Cerrado y la Amazonía, el Pantanal cuenta con un mosaico de ecosistemas terrestres con afinidades sobre todo con el Cerrado.

## Bioma marino

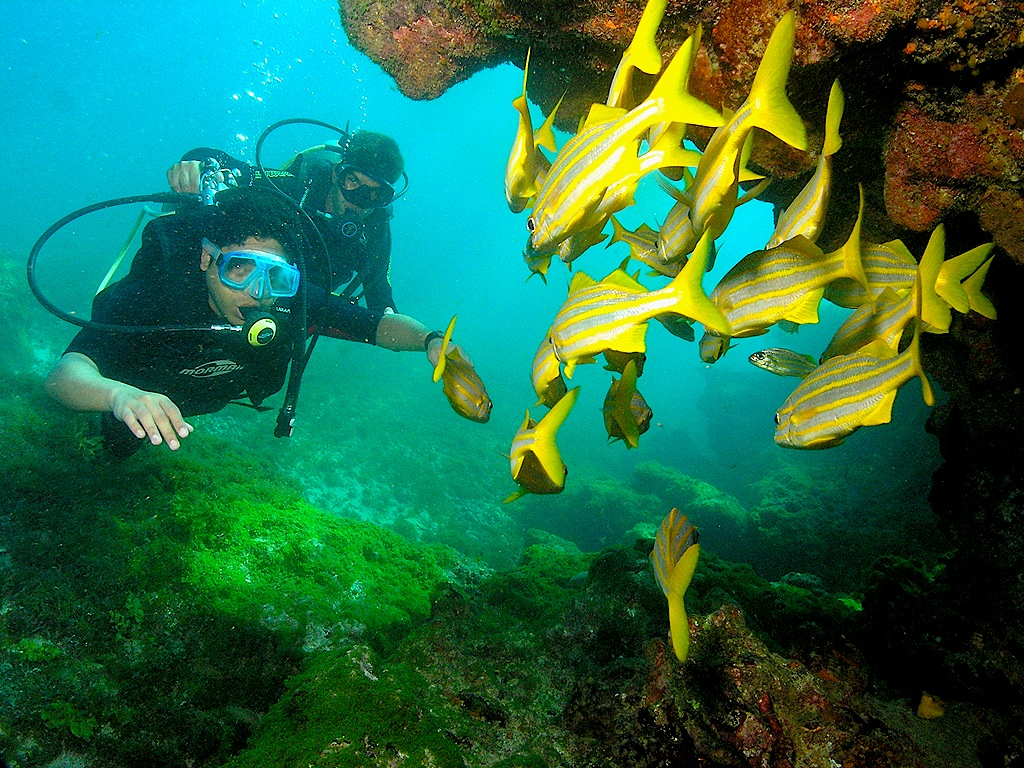
El archipiélago de Fernando de Noronha está ubicado en el Bioma Marino Costero.

El bioma marino de Brasil está ubicado en la "Zona Marina de Brasil" y tiene varios ecosistemas.
La "Zona Marina de Brasil" es el biotopo de la plataforma continental que tiene un ancho variable, con unas 80 millas náuticas, en Amapá, y 160 millas náuticas, en la desembocadura del río Amazonas, reduciéndose de 20 a 30 millas náuticas en la región Nordeste, donde está constituida básicamente por fondos irregulares, con formaciones de algas calcáreas. Desde Río de Janeiro, hacia el sur, la plataforma se ensancha nuevamente, formando extensos fondos cubiertos de arena y lodo.
La Zona Costera Brasileña es una unidad territorial, definida en la legislación a los efectos de la gestión ambiental, que se extiende por 17 estados y alberga más de 400 municipios distribuidos desde el norte ecuatorial hasta el sur templado del país. Es un concepto geopolítico que nada tiene que ver con la clasificación que hace la ecología. La Zona Costera Brasileña tiene como aspectos distintivos en su larga extensión a través de diferentes biomas que llegan hasta la costa, el bioma Amazónico, el bioma Caatinga y el bioma Mata atlántica. Estos biomas con una gran variedad de especies y ecosistemas, abarcan más de 8.500 km de costa.